# Salvatore Lo Piccolo
Salvatore Lo Piccolo, kallad il Barone, född 20 juli 1942 i Palermo, är en siciliansk brottsling som antas vara en av den sicilianska maffians högsta ledare. Lo Piccolo greps tillsammans med sin son på en gård utanför Palermo den 5 november 2007 efter att ha varit på flykt undan rättvisan sedan 1983.